# Авги
Авги (грч. Αυγή) је насељено место у општини Лагадина у периферији Средишња Македонија, Грчка. Према попису из 2021. године било је 267 становника.
Авги је новоизграђено досељеничко насеље које се први пут помиње на попису из 1928. године, када је имало 104 становника.